# Leichtathletik-Europameisterschaften 2014/1500 m der Frauen

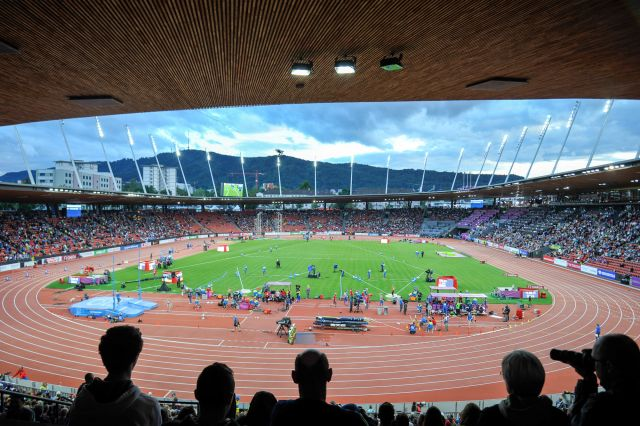
Das Letzigrund-Stadion während der Europameisterschaften 2014

Der 1500-Meter-Lauf der Frauen bei den Leichtathletik-Europameisterschaften 2014 wurde am 12. und 15. August 2014 im Letzigrund-Stadion von Zürich ausgetragen.
Europameisterin wurde die Niederländerin Sifan Hassan, die einen Tag später auch Silber über 5000 Meter errang. Den zweiten Rang belegte die für Schweden startende amtierenden Weltmeisterin und Olympiadritte von 2012 Abeba Aregawi, die aus Äthiopien stammte. Bronze ging an die Britin Laura Weightman.

## Bestehende Rekorde
| Weltrekord           | 3:50,46 min | Qu Yunxia          | Peking, Volksrepublik China | 11. September 1993 |
| Europarekord         | 3:52,47 min | Tatjana Kasankina  | Zürich, Schweiz             | 13. August 1980    |
| Meisterschaftsrekord | 3:56,91 min | Tatjana Tomaschowa | EM Göteborg, Schweden       | 13. August 2006    |

Der bestehende EM-Rekord wurde bei diesen Europameisterschaften nicht erreicht. Die schnellste Zeit erzielte die niederländische Europameisterin Sifan Hassan im Finale mit 4:04,18 min, womit sie 7,27 s über dem Rekord blieb. Zum Europarekord fehlten ihr 11,71 s, zum Weltrekord 13,72 s.

## Doping
In diesem Wettbewerb gab es zwei Dopingfälle:
- Die Ukrainerin Hanna Mischtschenko, die im ersten Vorlauf ausgeschieden war, wurde wegen Unregelmäßigkeiten in ihrem Biologischen Pass für zwei Jahre bis August 2017 gesperrt. Ihre seit dem 28. Juni 2012 wurden annulliert.[3]
- Die Türkin Gamze Bulut – ausgeschieden im zweiten Vorlauf – wurde wegen Dopings bis 29. Mai 2020 gesperrt. Ihre seit Juli 2011 – hier waren Auffälligkeiten im Biologischen Pass festgestellt worden – erzielten Ergebnisse wurden annulliert. Sie nahm einen Tag später auch am 5000-Meter-Lauf teil, ihr dort erzielter zehnter Rang wurde ihr ebenfalls aberkannt.[4]

## Legende
| DOP | wegen Dopingvergehens disqualifiziert |

## Vorrunde
Die Vorrunde wurde in zwei Läufen durchgeführt. Die ersten vier Athletinnen pro Lauf – hellblau unterlegt – sowie die darüber hinaus vier zeitschnellsten Läuferinnen – hellgrün unterlegt – qualifizierten sich für das Halbfinale.

### Vorlauf 1

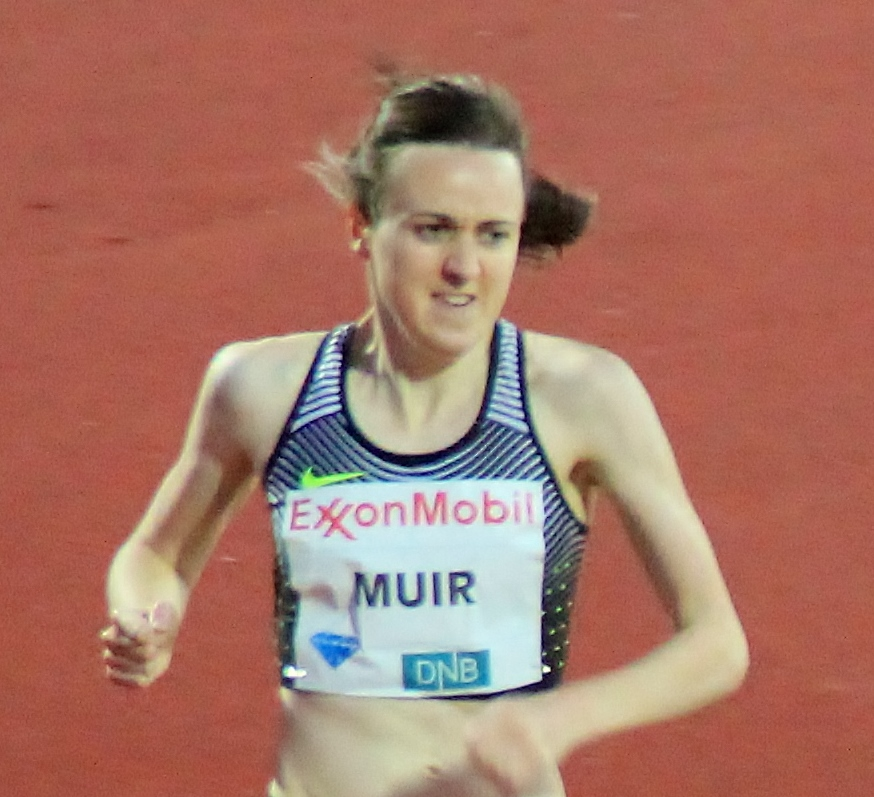
Laura Muir hatte noch nicht die Stärke kommender Jahre und schied als Fünfte ihres Rennens mit 4:14,69 min in der Vorrunde aus
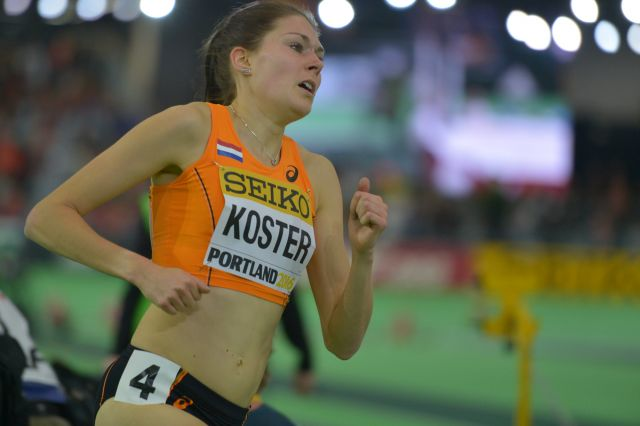
Maureen Koster – auf Rang sechs in 4:15,11 min nicht im Finale

12. August 2014, 10:36 Uhr
| Platz | Name                   | Nation         | Zeit (min) |
| ----- | ---------------------- | -------------- | ---------- |
| 1     | Abeba Aregawi          | Schweden       | 4:11,64    |
| 2     | Amela Terzić           | Serbien        | 4:11,75    |
| 3     | Swetlana Karamaschewa  | Russland       | 4:12,94    |
| 4     | Ingvill Måkestad Bovim | Norwegen       | 4:13,02    |
| 5     | Laura Muir             | Großbritannien | 4:14,69    |
| 6     | Maureen Koster         | Niederlande    | 4:15,11    |
| 7     | Sonja Roman            | Slowenien      | 4:16,38    |
| 8     | Esma Aydemir           | Türkei         | 4:16,90    |
| 9     | Margherita Magnani     | Italien        | 4:17,19    |
| 10    | Agata Strausa          | Lettland       | 4:17,61    |
| 11    | Isabel Macías          | Spanien        | 4:17,76    |
| DOP   | Hanna Mischtschenko    | Ukraine        | 4:14,24    |

Weitere im ersten Vorlauf ausgeschiedene Läuferinnen:

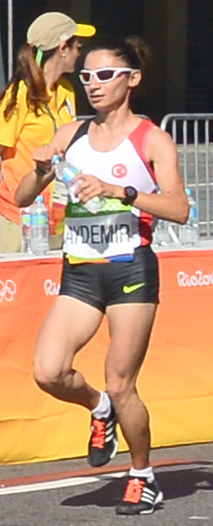
Esma Aydemir – Rang acht in 4:16,90 min
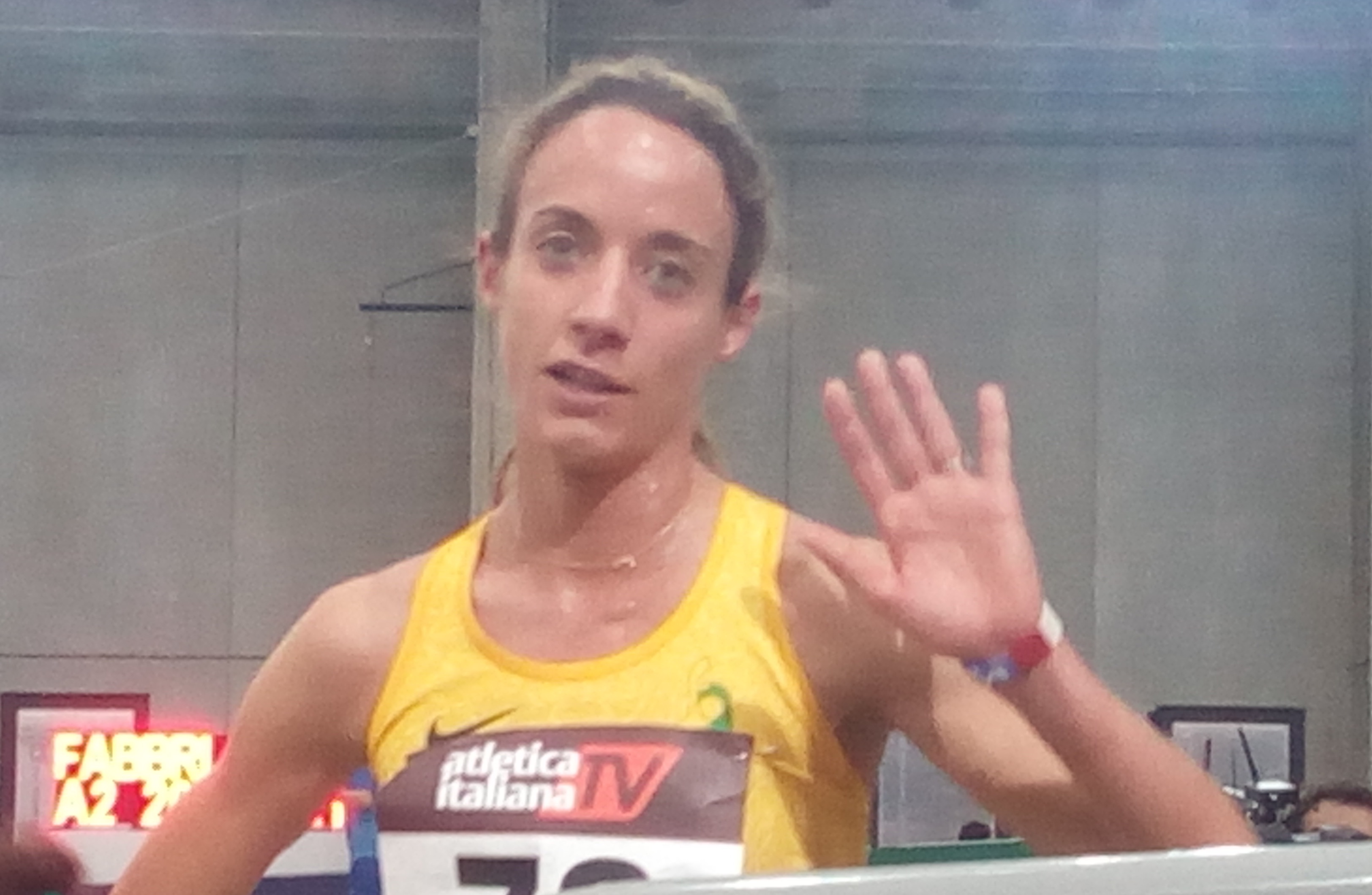
Margherita Magnani – Rang neun in 4:17,19 min
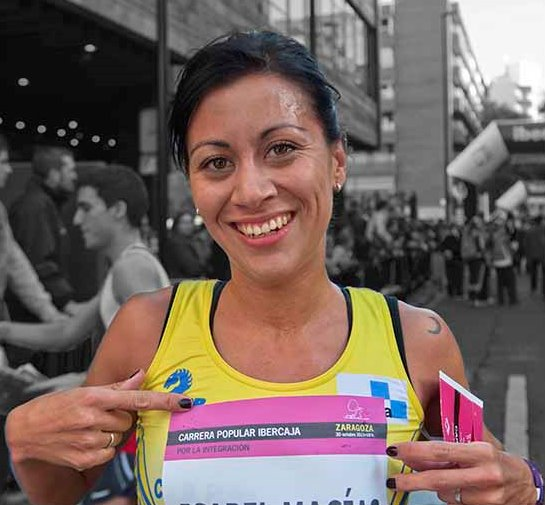
Isabel Macías – Rang elf in 4:17,76 min
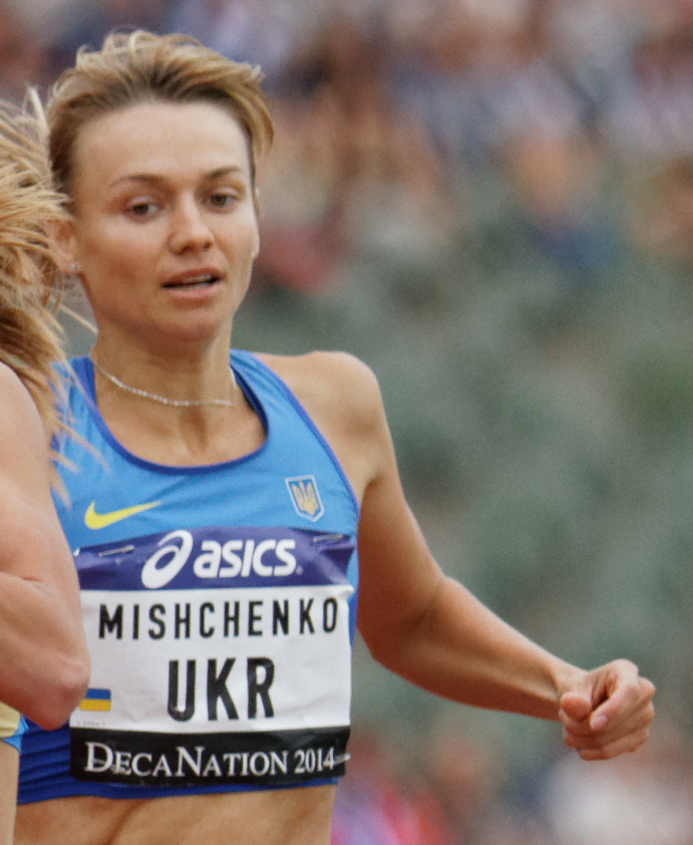
Hanna Mischtschenko – wegen Dopingvergehens disqualifiziert

### Vorlauf 2

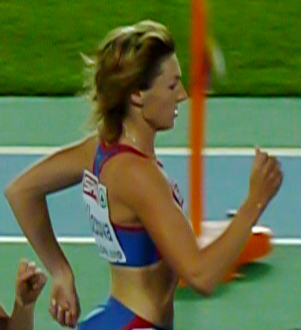
Lucia Klocová schied als Zehnte ihres Vorlaufs in 4:14,77 min aus
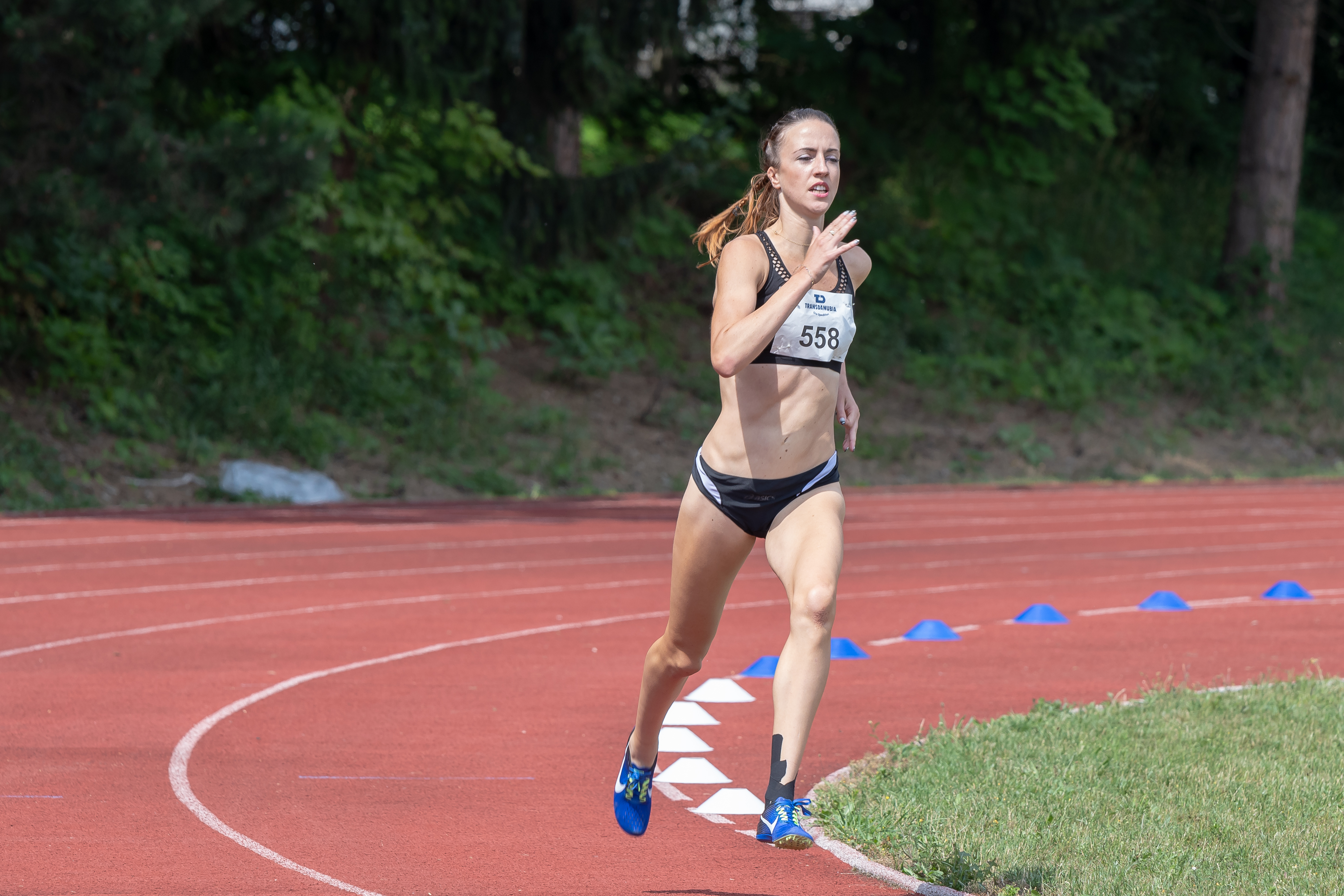
Diana Mezuliáníková reichte ihr elfter Platz in ihrem Vorlauf in 4:15,40 m nicht zur Finalteilnahme

12. August 2014, 10:45 Uhr
| Platz | Name                   | Nation         | Zeit (min) |
| ----- | ---------------------- | -------------- | ---------- |
| 1     | Sifan Hassan           | Niederlande    | 4:09,55    |
| 2     | Renata Pliś            | Polen          | 4:10,33    |
| 3     | Federica Del Buono     | Italien        | 4:10,47    |
| 4     | Laura Weightman        | Großbritannien | 4:10,55    |
| 5     | Hannah England         | Großbritannien | 4:10,73    |
| 6     | Diana Sujew            | Deutschland    | 4:11,27    |
| 7     | Anna Schtschagina      | Russland       | 4:11,27    |
| 8     | Natalija Pryschtschepa | Ukraine        | 4:11,42    |
| 9     | Luiza Gega             | Albanien       | 4:12,25    |
| 10    | Lucia Klocová          | Slowakei       | 4:14,77    |
| 11    | Diana Mezuliáníková    | Tschechien     | 4:15,40    |
| 12    | Liina Tšernov          | Estland        | 4:25,18    |
| DOP   | Gamze Bulut            | Türkei         | 4:18,28    |

## Finale

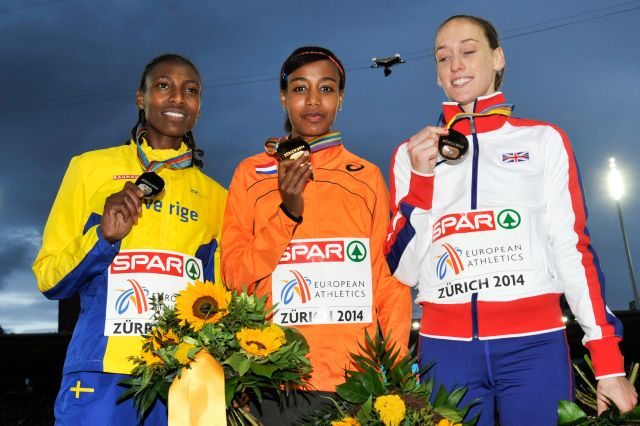
Das Podium über 1500 Meter

15. August 2014, 19:25 Uhr
| Platz | Name                   | Nation         | Zeit (min) |
| ----- | ---------------------- | -------------- | ---------- |
| 1     | Sifan Hassan           | Niederlande    | 4:04,18    |
| 2     | Abeba Aregawi          | Schweden       | 4:05,08    |
| 3     | Laura Weightman        | Großbritannien | 4:06,32    |
| 4     | Renata Pliś            | Polen          | 4:06,65    |
| 5     | Federica Del Buono     | Italien        | 4:07,49    |
| 6     | Hannah England         | Großbritannien | 4:07,80    |
| 7     | Anna Schtschagina      | Russland       | 4:08,05    |
| 8     | Diana Sujew            | Deutschland    | 4:08,63    |
| 9     | Ingvill Måkestad Bovim | Norwegen       | 4:08,85    |
| 10    | Natalija Pryschtschepa | Ukraine        | 4:08,89    |
| 11    | Amela Terzić           | Serbien        | 4:11,35    |
| 12    | Swetlana Karamaschewa  | Russland       | 4:19,11    |

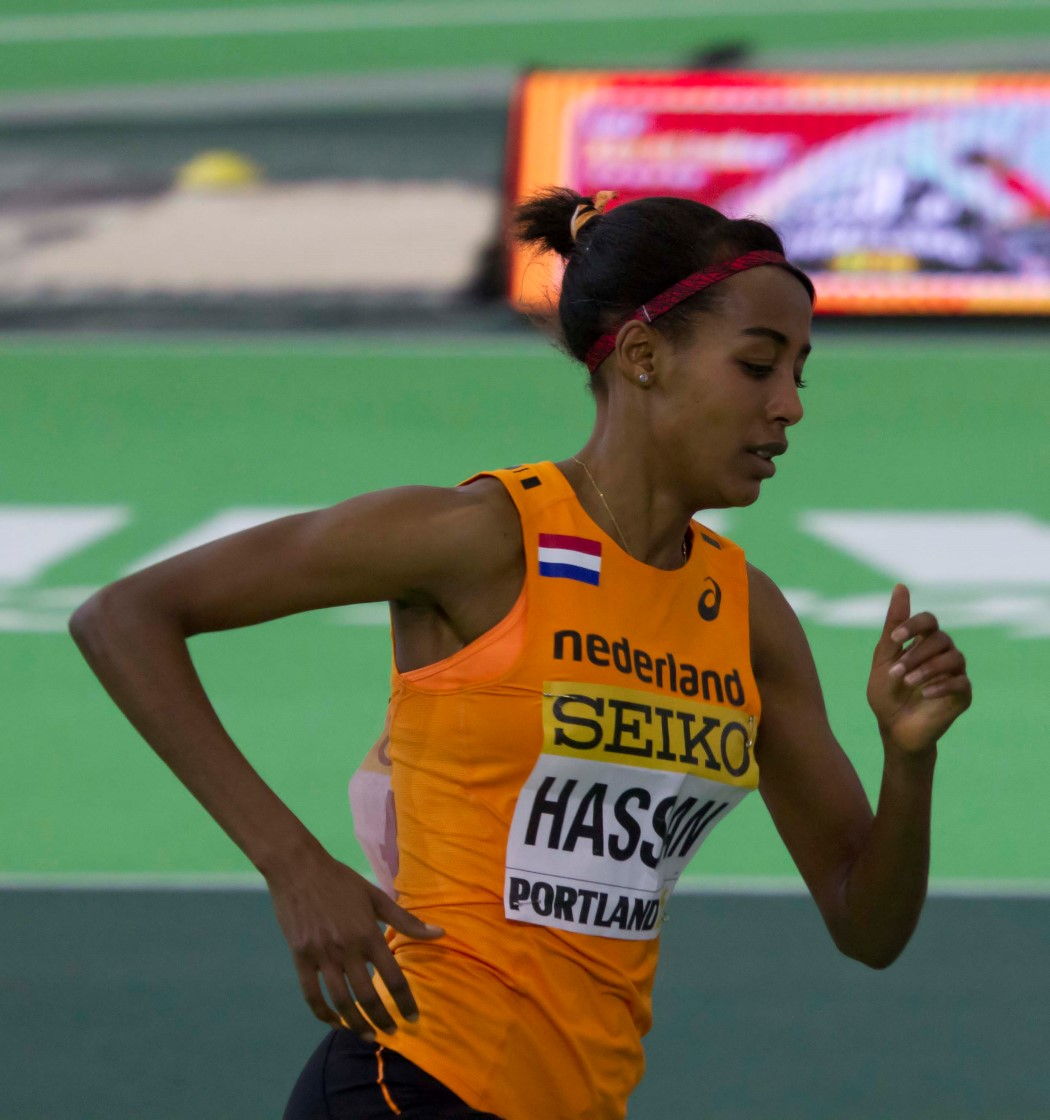
Europameisterin Sifan Hassan
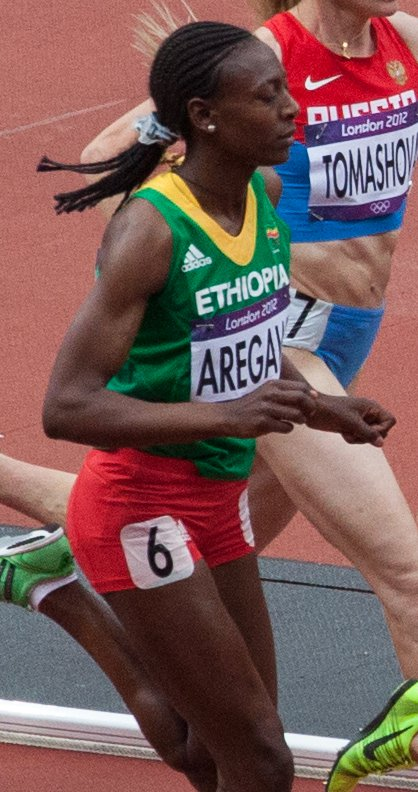
Abeba Aregawi, amtierende Weltmeisterin und Olympiadritte von 2012, errang Silber
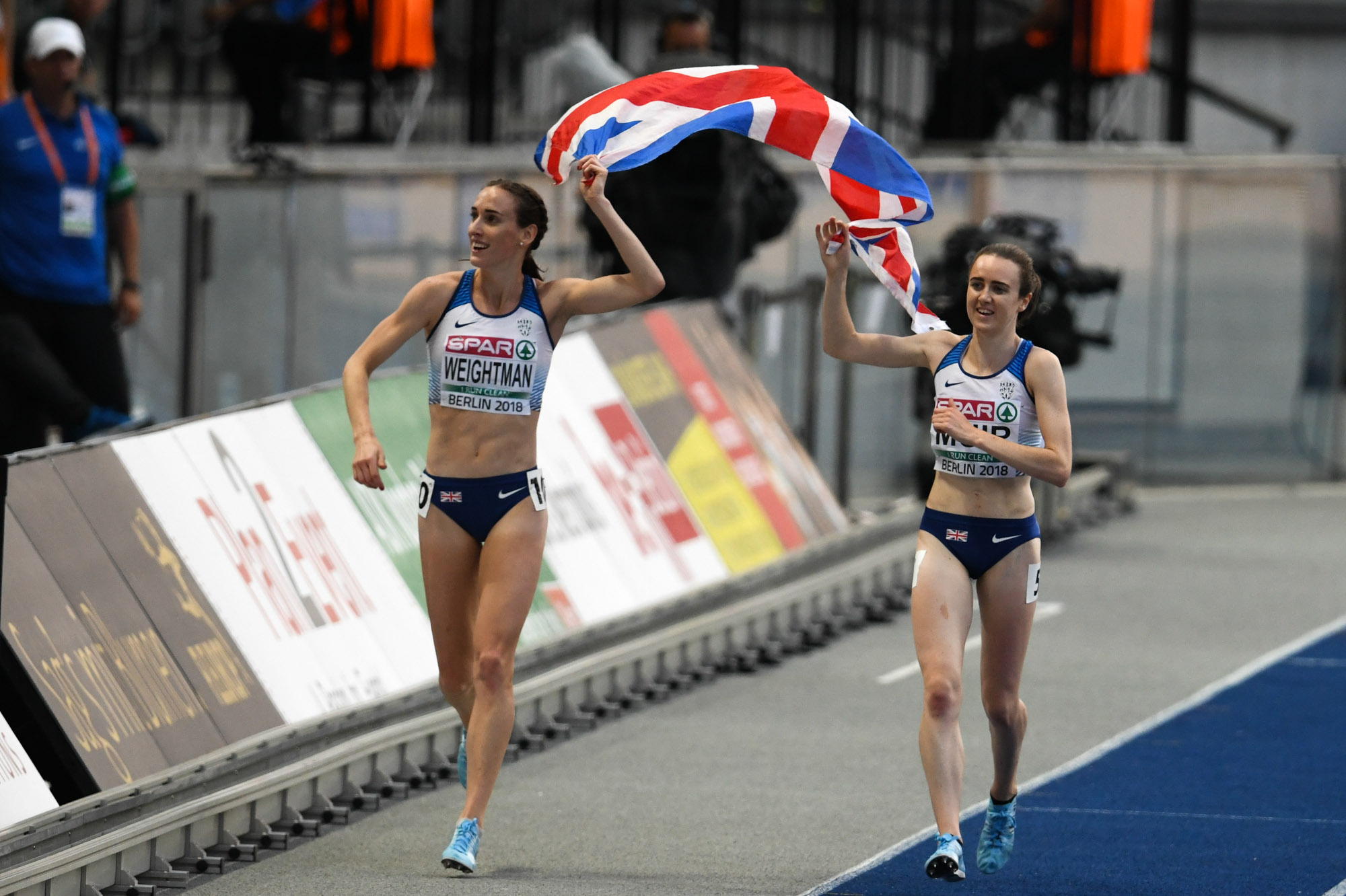
Bronzemedaillengewinnerin Laura Weightman (links, rechts neben ihr: Laura Muir)

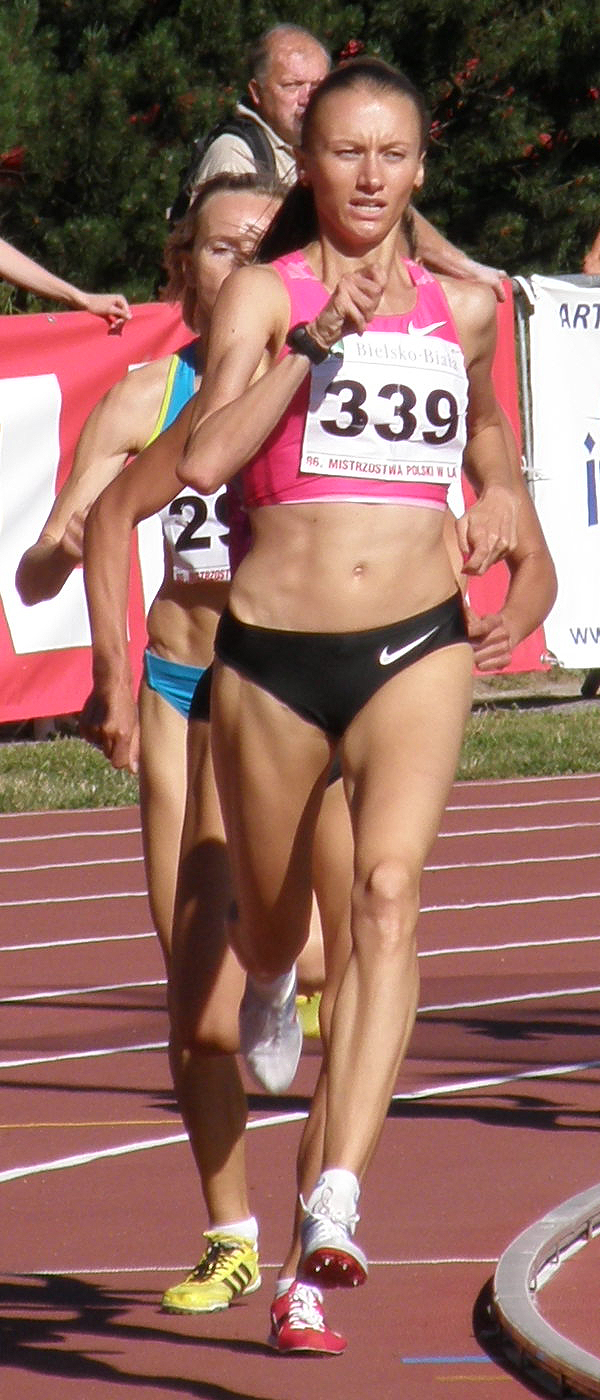
Renata Pliś belegte Rang vier
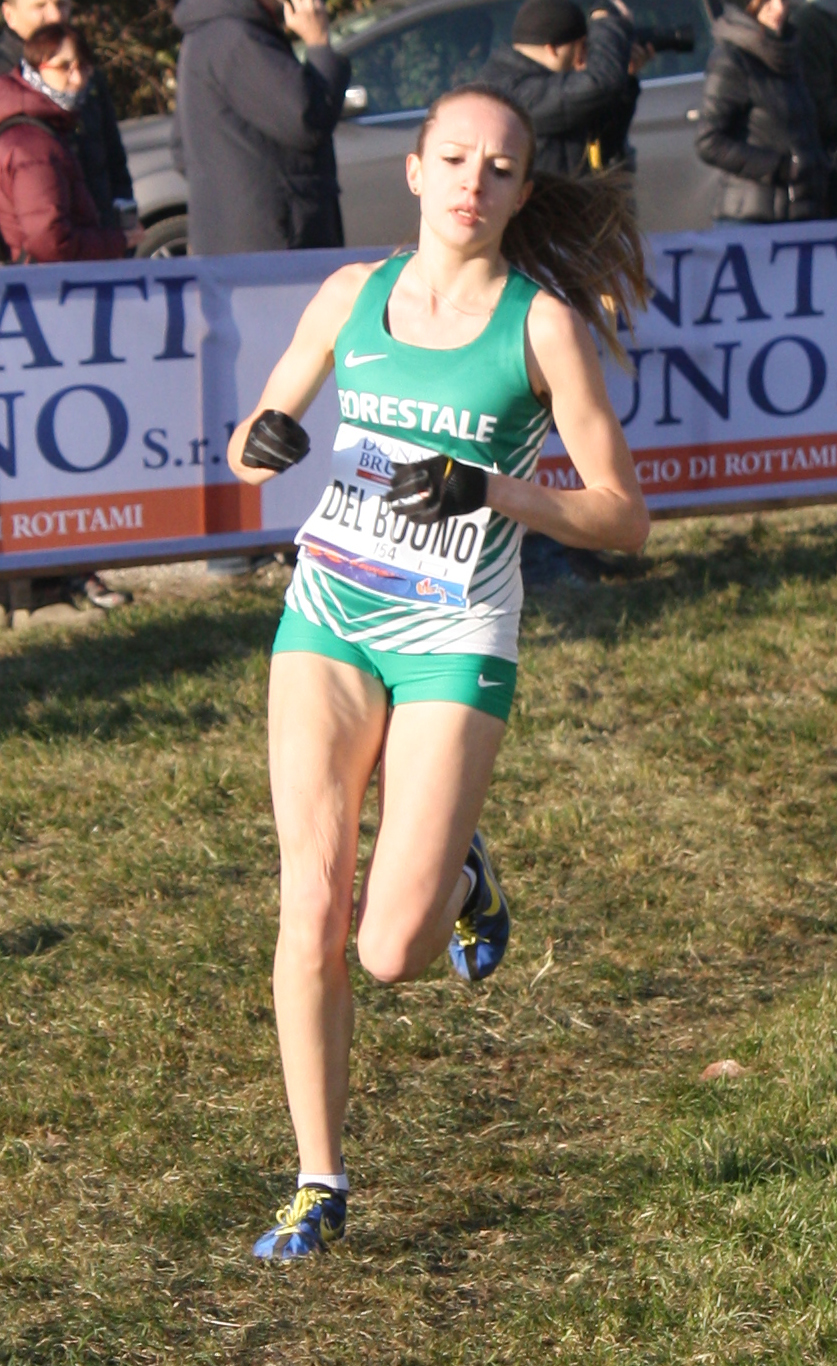
Die fünftplatzierte Federica Del Buono
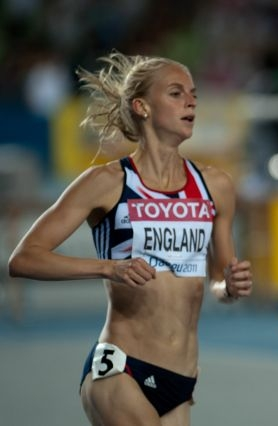
Hannah England erreichte Platz sechs
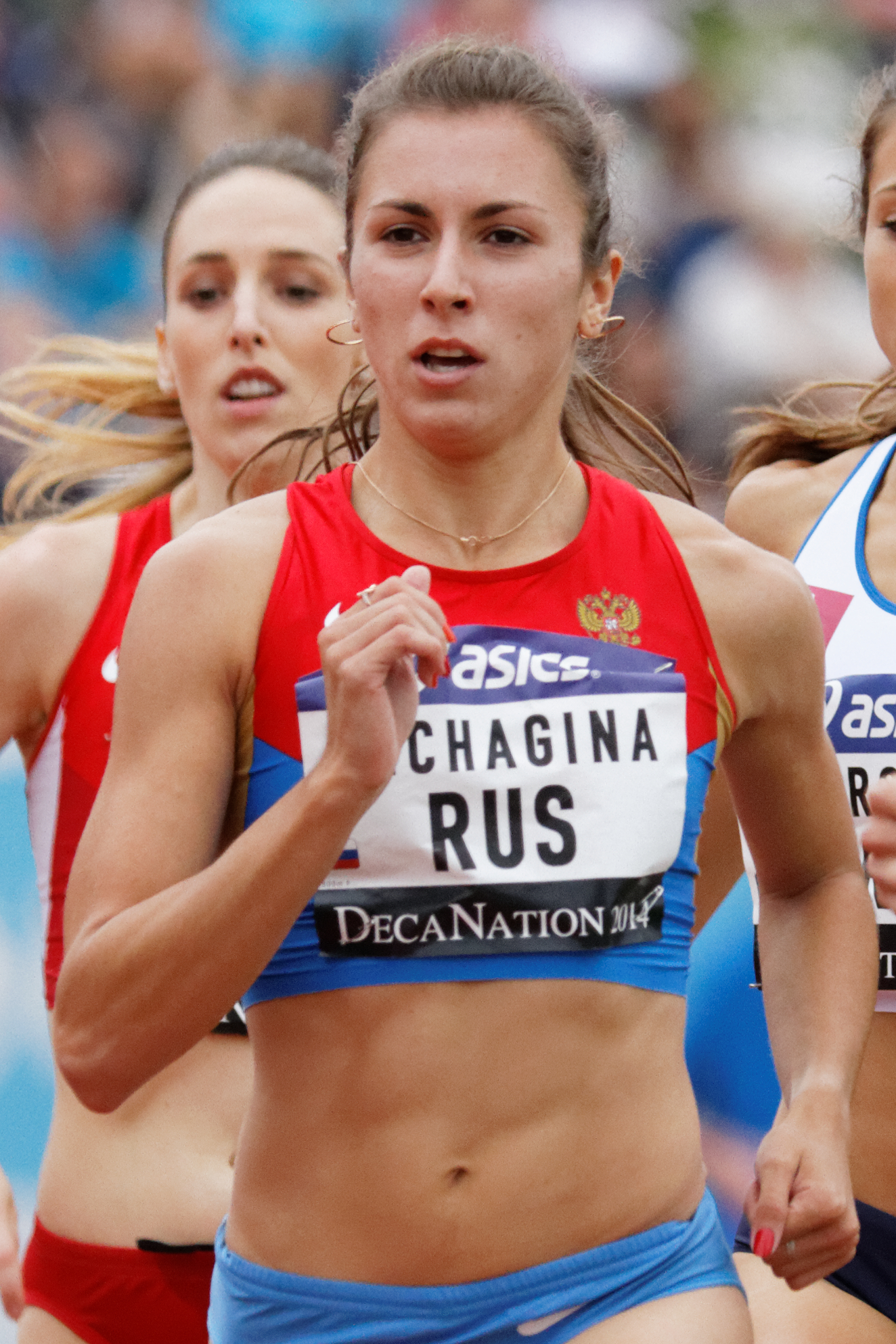
Anna Schtschagina kam auf den siebten Platz

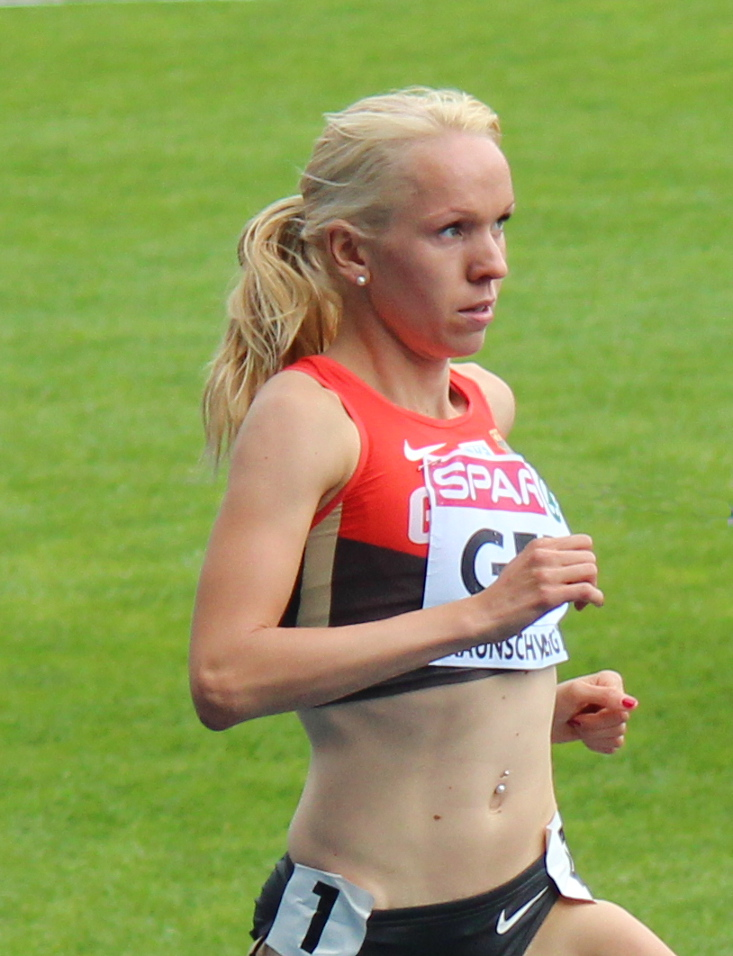
Die Vizeeuropameisterin von 2012 Diana Sujew musste sich hier mit Rang acht begnügen
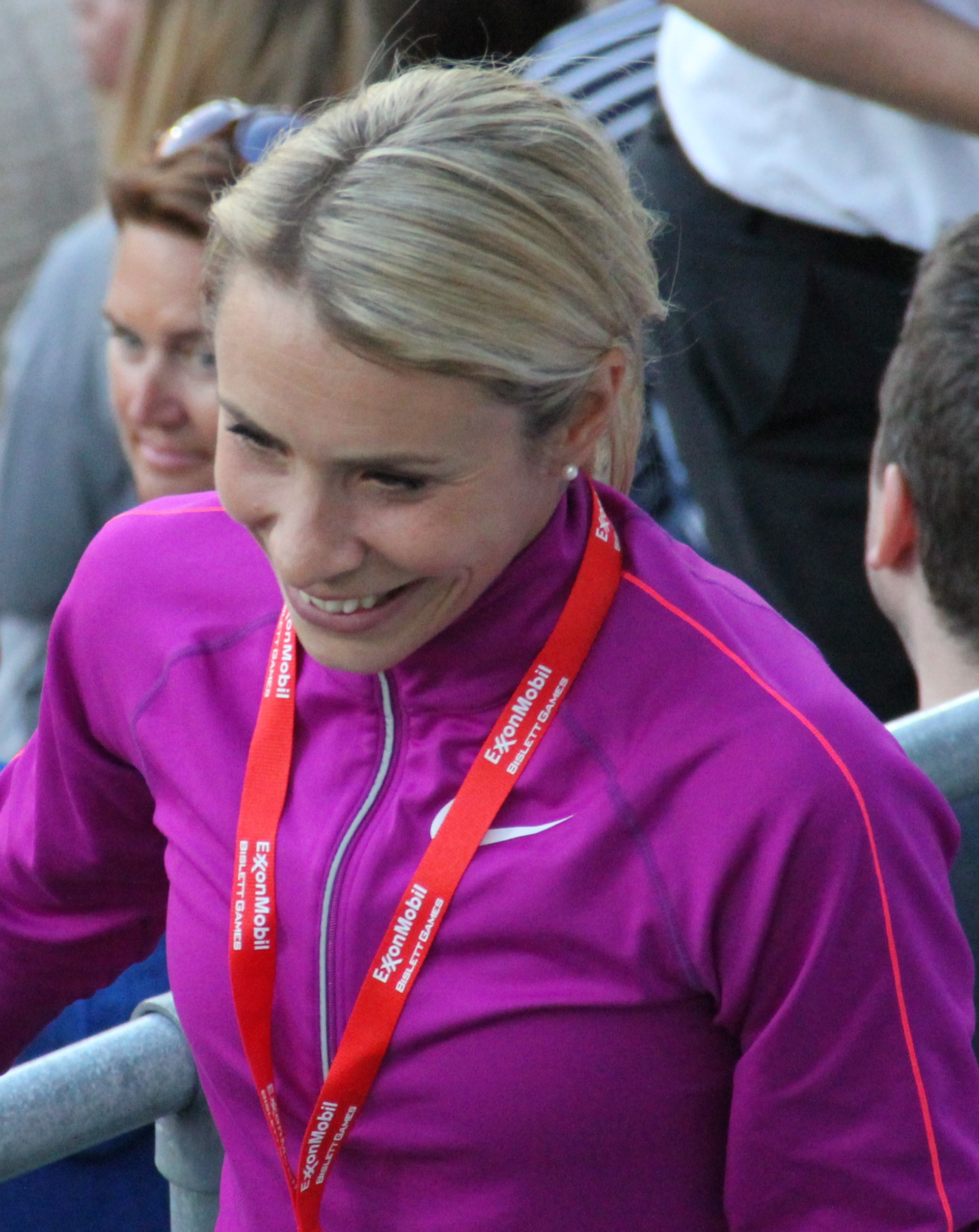
Ingvill Måkestad Bovim. EM-Sechste von 2012, wurde diesmal Neunte
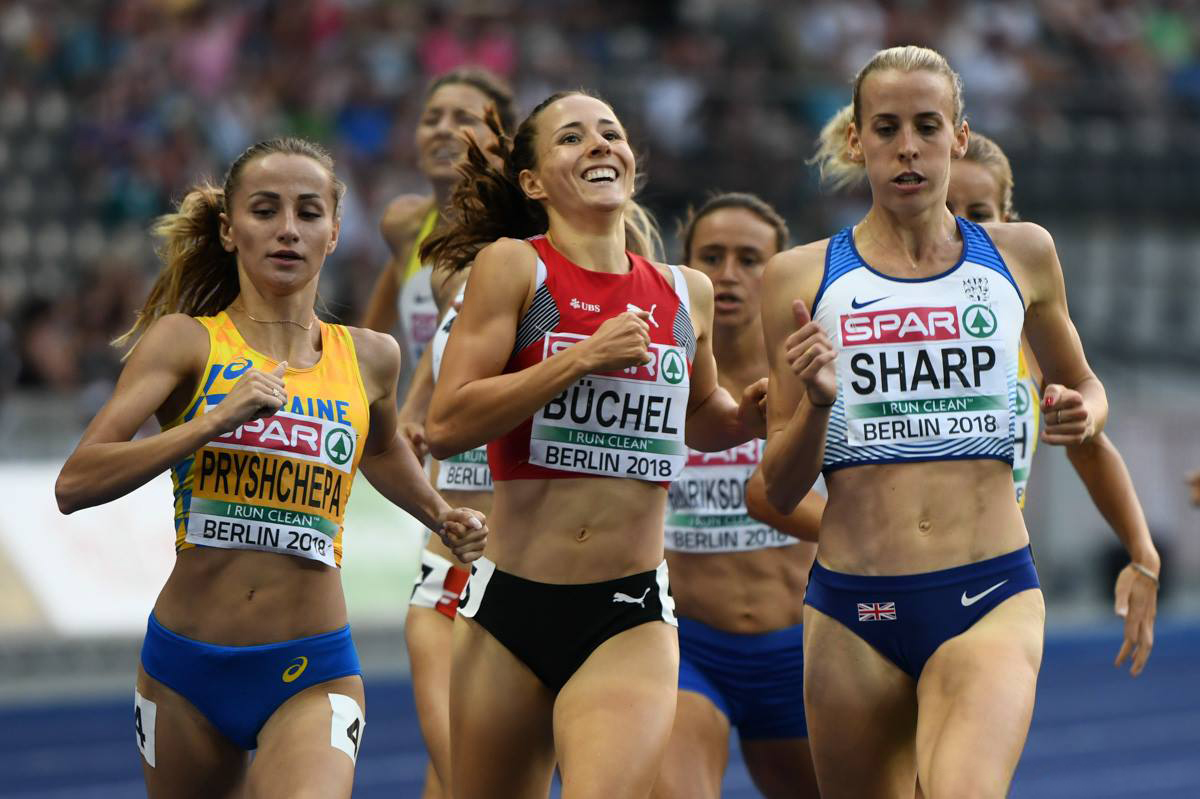
Natalija Pryschtschepa (ganz links) erreichte Platz zehn
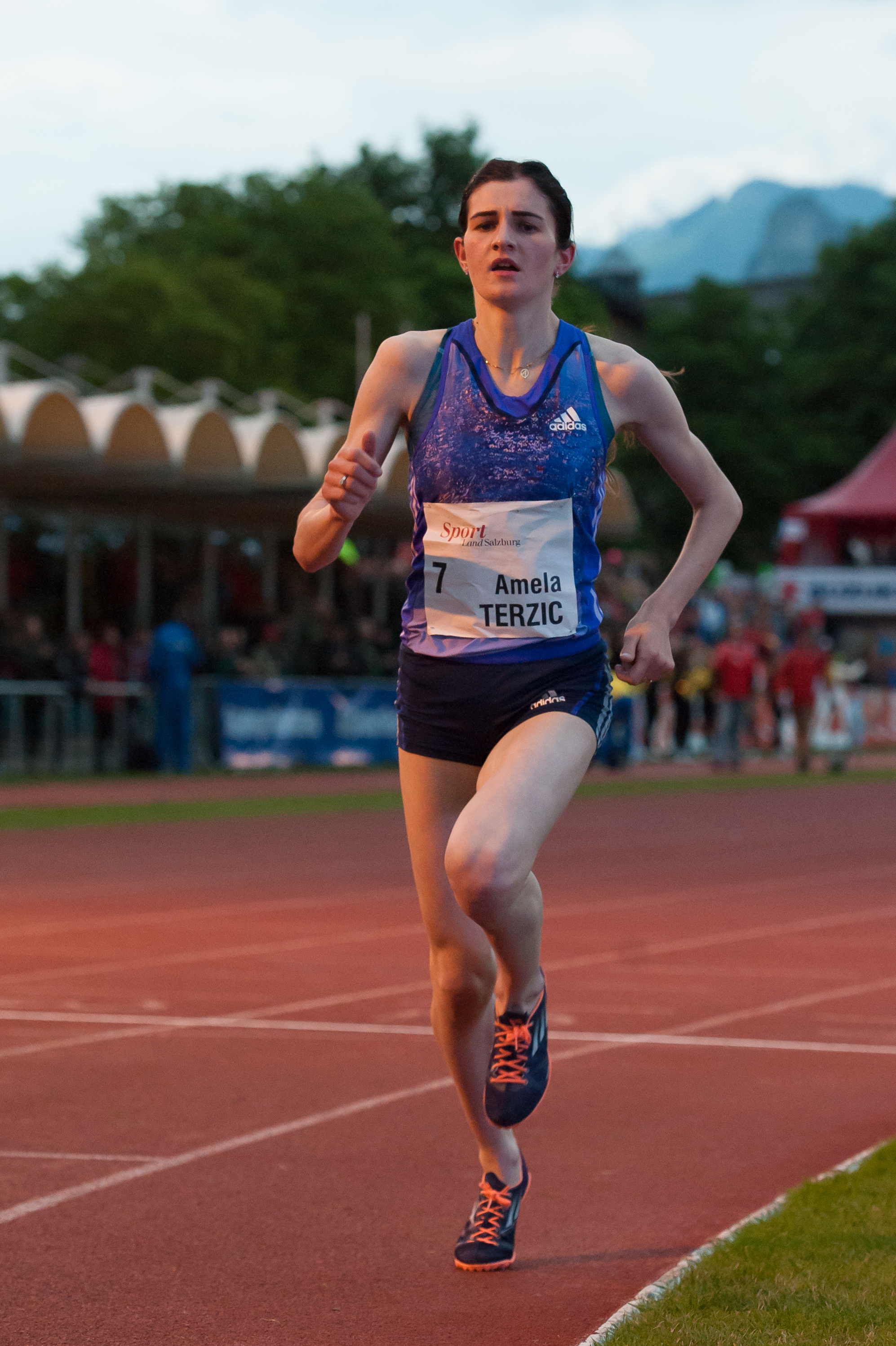
Amela Terzić – Rang elf

## Videolink
- OUTSTANDING final lap - Women’s 1500m Final Zurich 2014, youtube.com, abgerufen am 14. März 2023